# Orel Mangala
Orel Johnson Mangala, född 18 mars 1998 i Bryssel, är en belgisk fotbollsspelare som spelar för Everton, på lån från Lyon. Hans position är mittfältare.

## Klubbkarriär
Mangala tecknade den 9 juni 2017 ett fyraårigt kontrakt med VfB Stuttgart. Under 2018–2019 var han utlånad till klubben Hamburger SV, utan köpoption. I april 2021 förlängde Mangala sitt kontrakt med Stuttgart till 2024.
Den 31 juli 2022 värvades Mangala av Premier League-klubben Nottingham Forest. Den 1 februari 2024 lånades han ut till Ligue 1-klubben Lyon på ett låneavtal över resten av säsongen. Den 2 juli 2024 blev Mangala klar för en permanent övergång till Lyon och skrev på ett fyraårskontrakt med klubben. Den 30 augusti 2024 lånades han ut till Everton på ett säsongslån.

## Landslag
Mangala blev uttagen till det belgiska herrlandslaget i mars 2021.

## Privatliv
Mangala har rötter i Kongo-Kinshasa.